# Parasorbinezuur
Parasorbinezuur is het γ-lacton van sorbinezuur. Verwarmen of hydrolyse zet parasorbinezuur om in sorbinezuur.

## Geschiedenis
De naam is afgeleid van de wetenschappelijke naam van de wilde lijsterbes: Sorbus aucuparia. De stof werd door de Duitse scheikundige August Wilhelm von Hofmann in 1859 voor het eerst aangetroffen in de onrijpe bessen van deze heester. De door von Hofmann geïsoleerde verbinding was echter sorbinezuur, dat tijdens de isolatieprocedure uit parasorbinezuur gevormd was.

## Giftigheid
Parasorbinezuur is giftig en veroorzaakt na eten ervan dyspepsie en misselijkheid. Door koken en de aanwezigheid van water wordt het omgezet in het onschadelijke sorbinezuur.